# Mosquée de Songjiang
La mosquée de Songiang (chinois : 松江清真寺 ; pinyin : sōngjiāng qīngzhēnsì) est un édifice religieux musulman de la ville de Songjiang, aujourd'hui rattachée à la municipalité de Shanghai. Construite au XIVe siècle, elle est classée site culturel protégé (zh) par le gouvernement municipal.
Elle est toujours active en 2021 et n'est pas un site touristique.

## Description
Cette mosquée, comportant des jardins intérieurs est un mélange d'architecture de styles arabe et chinois. La tour du minaret et celle de la porte Bangke sont d'architecture arabe classique et la salle de prière du style de la dynastie Ming.

## Histoire
La création de cette mosquée date des environs de 1364-1367, sous la dynastie Yuan. Elle est ensuite reconstruite en 1391, sous la dynastie Ming, et le complexe a été rénové à différentes occasions sous la dynastie Qing. La mosquée comporte quatre plaques correspondant à quatre empereurs des Qing, Kangxi, Jiaqing, Daoguang et Tongzhi. Elle est toujours active en 2021.

## Galerie

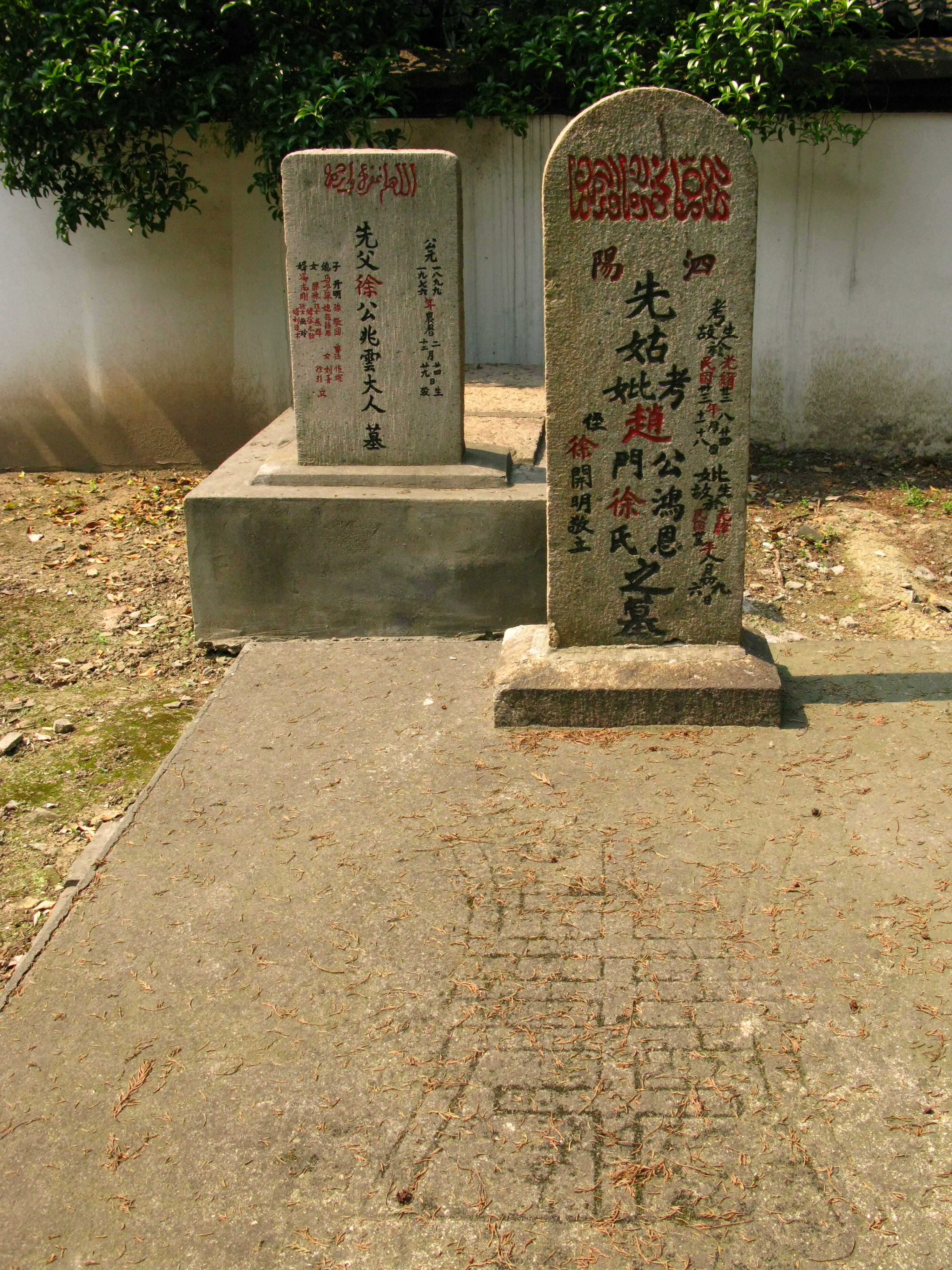
Deux stèles en chinois et arabe
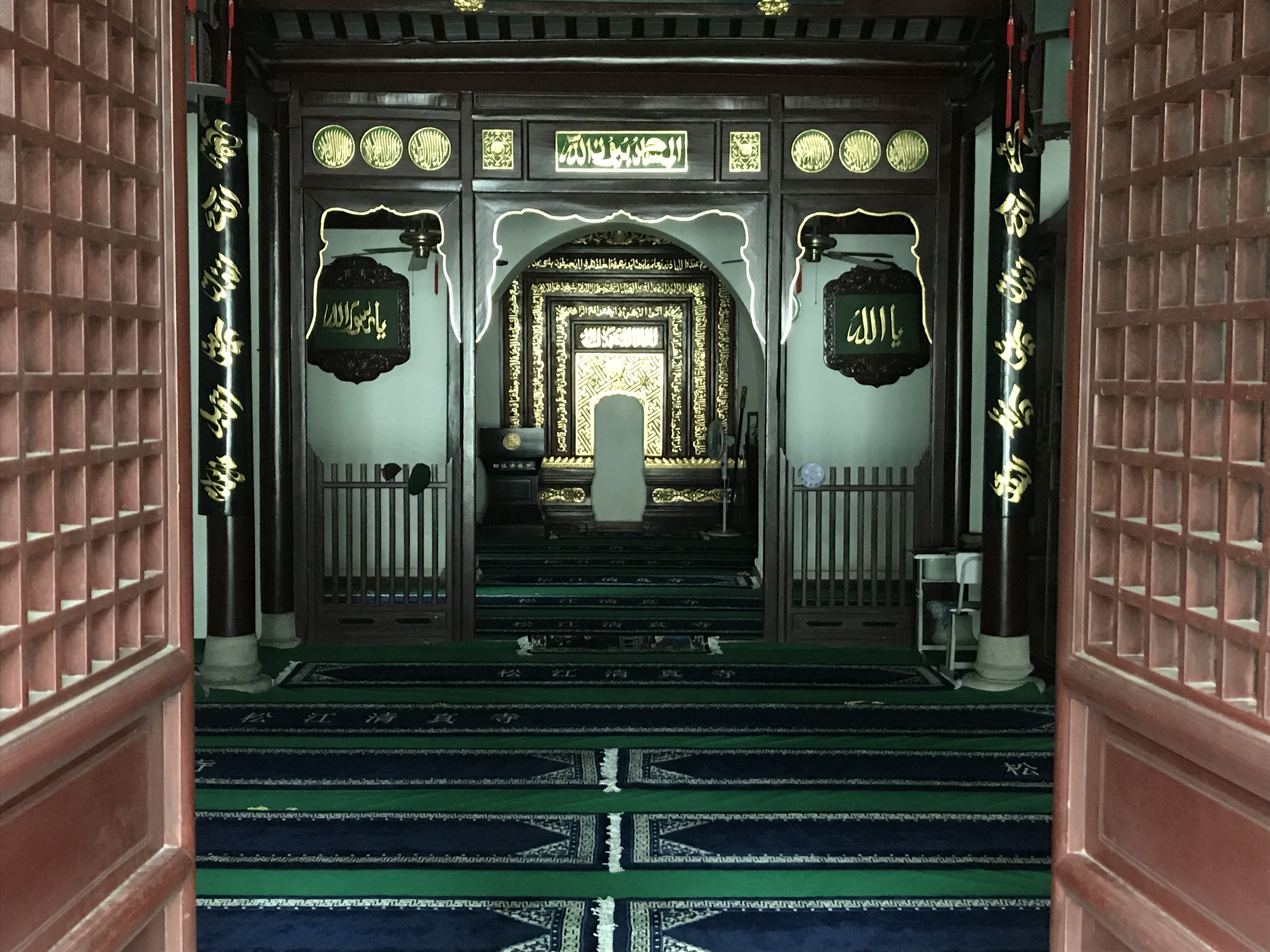
Intérieur de la mosquée
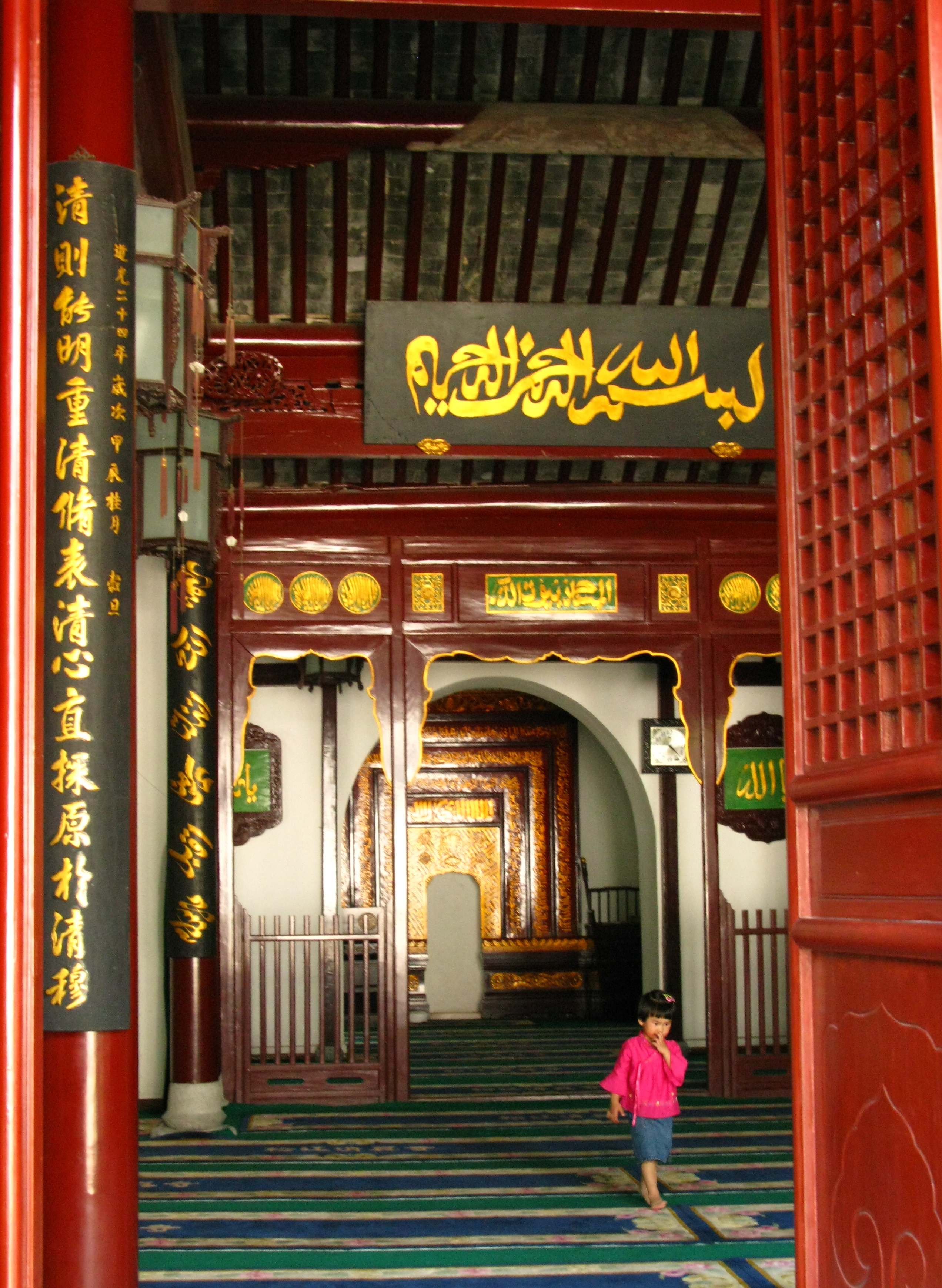
Intérieur de la mosquée
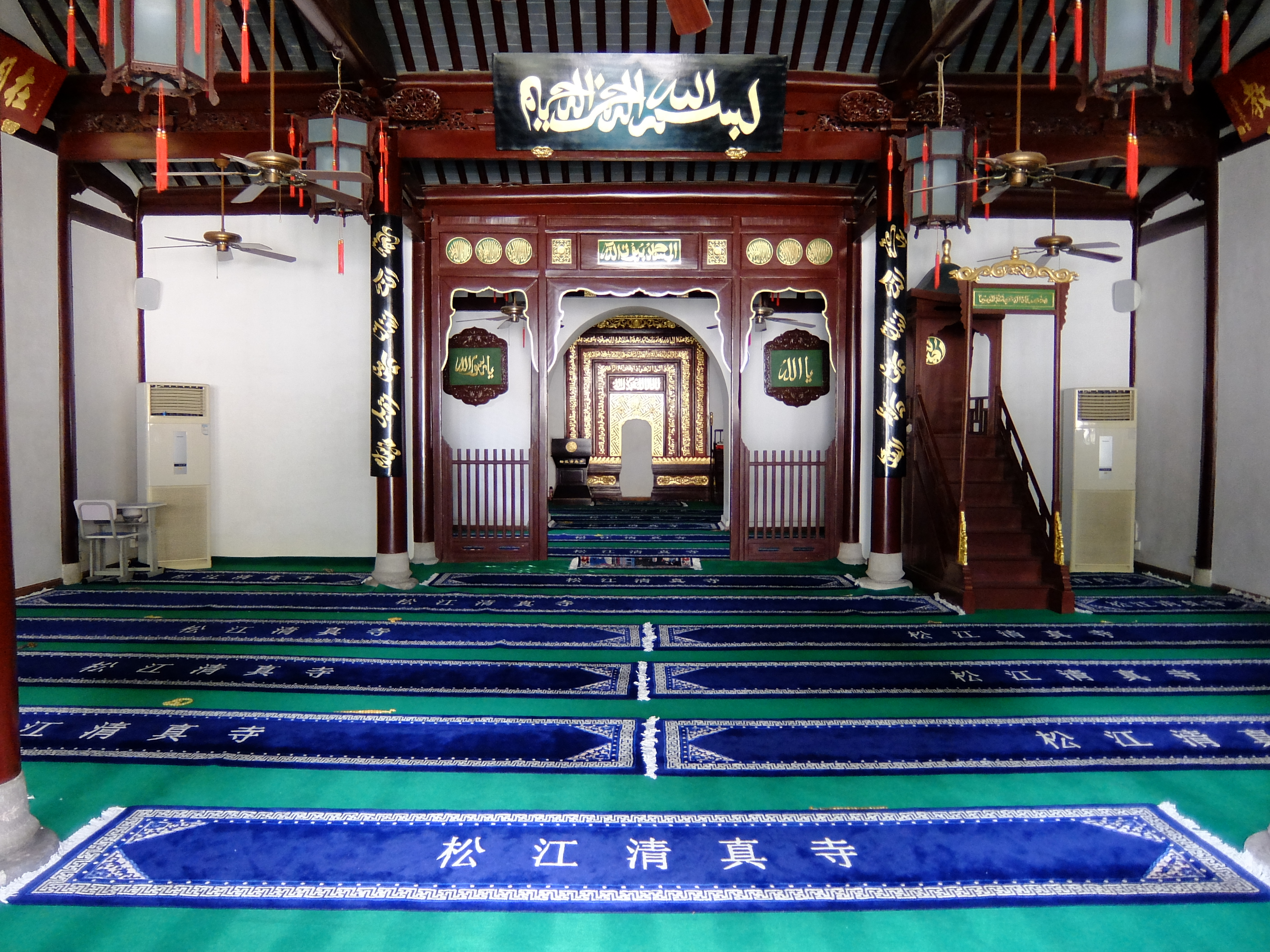
Halle de prière
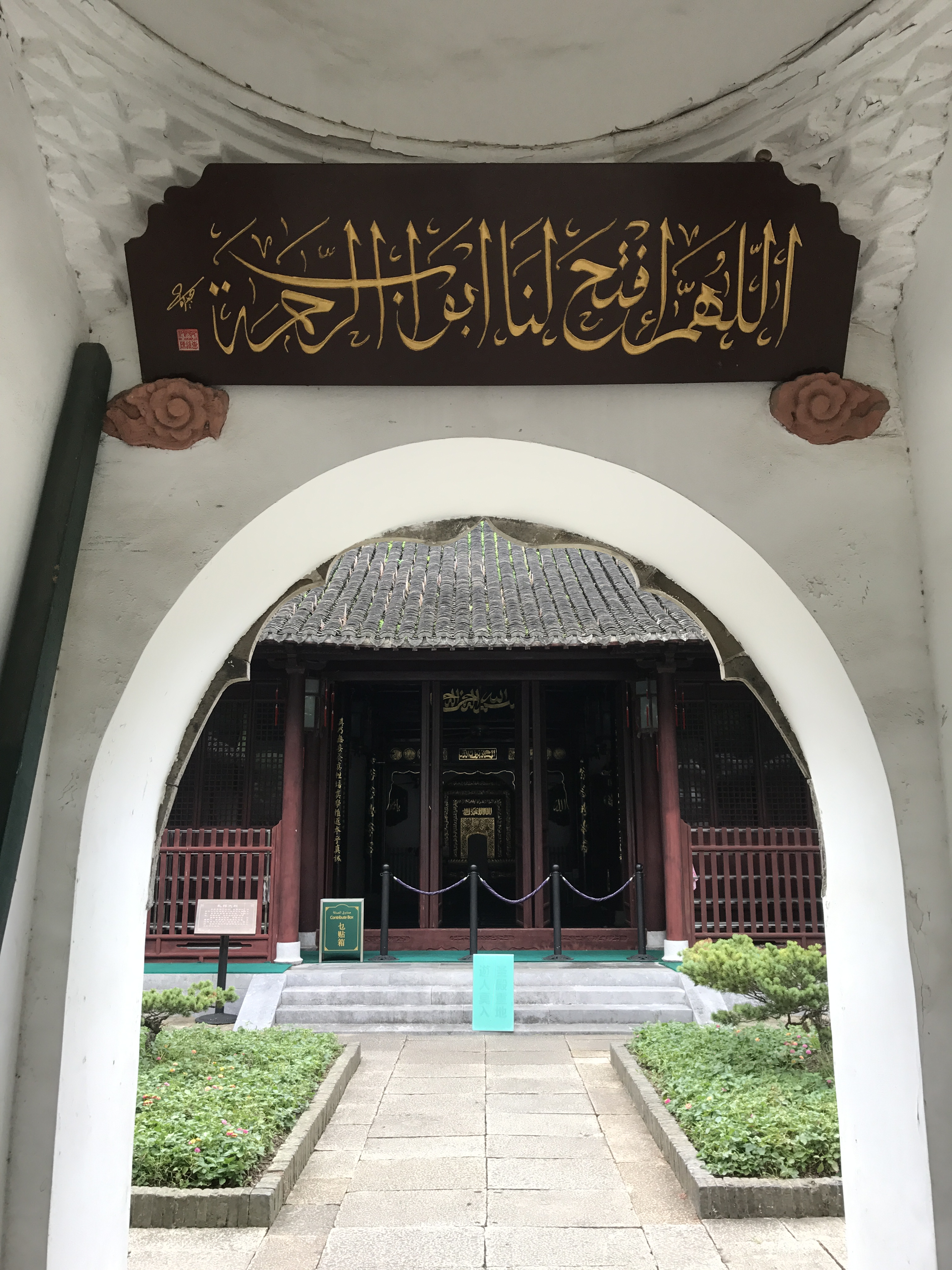
Un des jardins